# Sadat Pur Gujran
Sadat Pur Gujran es una ciudad censal situada en el distrito de Delhi noreste,  en el territorio de la capital nacional,  Delhi (India). Su población es de 97641 habitantes (2011). 

## Demografía
Según el censo de 2011 la población de Sadat Pur Gujran era de 97641 habitantes, de los cuales 52834 eran hombres y 44807 eran mujeres. Sadat Pur Gujran tiene una tasa media de alfabetización del 82,72%, inferior a la media estatal del 86,21%: la alfabetización masculina es del 90,32%, y la alfabetización femenina del 73,69%.